# Garczyn (Kościerzyna)
Pour les articles homonymes, voir Garczyn.
Garczyn est une localité polonaise de la gmina rurale et du powiat de Kościerzyna en voïvodie de Poméranie. 

## Géographie

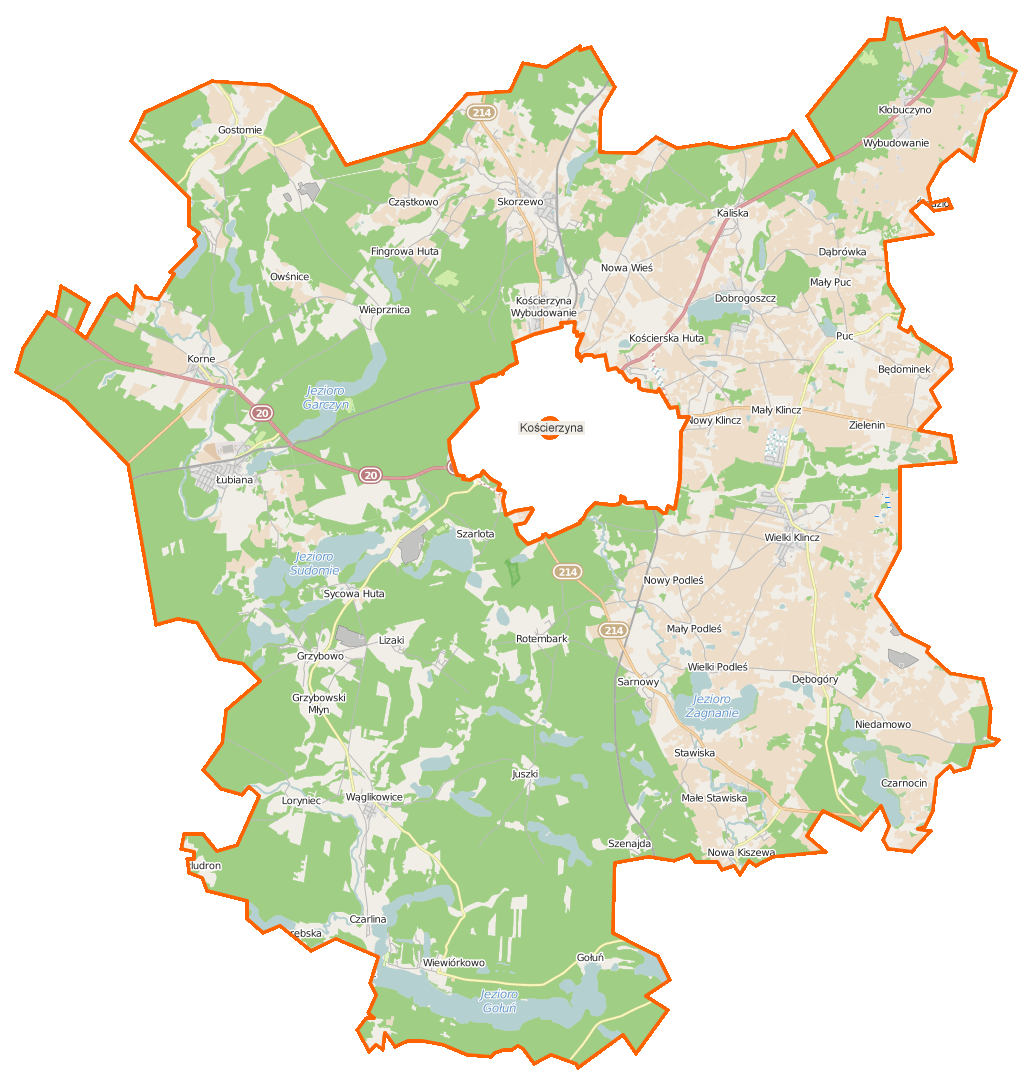
Carte de la gmina de Kościerzyna.